# Diplomatic Clearance
Eine Diplomatic Clearance (englisch für ‚diplomatische Freigabe‘) ist eine besondere Genehmigung für ausländische Staatsluftfahrzeuge, die das Hoheitsgebiet eines anderen Staates überfliegen oder dort landen möchten. Sie werden von den dafür zuständigen staatlichen Stellen erteilt.

## Geschichte

Die Diplomatic-Clearance-Regelung wurde beim Chicagoer Abkommen 1944 festgelegt.

Beim Chicagoer Abkommen über die internationale Zivilluftfahrt von 1944 wurden verschiedene Grundsätze festgelegt, die den internationalen Flugverkehr regulieren sollten. Es wurde am 7. Dezember 1944 unterzeichnet. Unter anderem beinhaltet der Vertrag grundlegende Freiheiten der internationalen Zivilluftfahrt, die einen reibungslosen Überflug oder Zwischenlandung auf dem Gebiet eines fremden Staates garantieren sollen. Ein anderer Vertragsbestandteil war die gesonderte Regelung des Überfluges von Staatsluftfahrzeugen, also der Maschine von Staatsoberhäuptern und anderen staatlichen Organisationen wie Polizei, Zoll, Militär oder zivile Luftfahrzeuge, die in einer staatlichen Mission fliegen (zum Beispiel wenn Monarch Airlines britische Soldaten transportiert). Diese benötigen dazu eine förmliche Genehmigung des fremden Staates, welche als Diplomatic Clearance bezeichnet und fristgerecht im Voraus auf vorgegebenen Wegen zu beantragen ist. Erst nach Genehmigung durch die jeweils zuständigen Stellen, z. B. dem Außen- oder Verteidigungsministerium, darf der Flug in einen fremden Luftraum angetreten werden. Die Genehmigung, meist die Buchstaben DCN gefolgt von einer Ziffern und Buchstabenfolge, ist im Flugplan zu vermerken.

## Anwendung
Im Grundsatz ist bei jedem Flug eines Staatsluftfahrzeuges über fremden Hoheitsgebiet eine Diplomatic Clearance erforderlich. Es gibt jedoch auch bi- und multilateral vereinbarte vereinfachte Regelungen, beispielsweise Dauerüberflugberechtigungen oder vertraglich vereinbarte vereinfachte Verfahren, beispielsweise die abgestimmten vereinfachten Verfahren für militärischen Lufttransport innerhalb des Schengen-Raumes.
Diplomatic Clearances für Deutschland müssen fristgerecht über die jeweiligen deutschen Botschaften beantragt werden. Bearbeitet werden sie vom Bundesministerium der Verteidigung. Einzelheiten zum Verfahren sind im Militärischen Luftfahrthandbuch (MIL AIP) Teil GEN 1.2 – Einflug, Überflug und Ausflug militärischer Luftfahrzeuge veröffentlicht.
Die Diplomatic Clearances für Flüge über die Schweiz werden durch das Bundesamt für Zivilluftfahrt (BAZL) genehmigt. Außerhalb der Büroöffnungszeiten werden diese Bewilligungen im Sinne des BAZL durch die Schweizer Luftwaffe erteilt. Während das BAZL für die Bewilligungen zuständig ist, ist die Schweizer Luftwaffe zuständig für die Überprüfung der Einhaltung der Diplomatic Clearances. Die Überprüfung der Diplomatic-Clearance-Flüge wird von den Staaten unterschiedlich gehandhabt, einige begnügen sich mit der reinen Überprüfung des Flugplanes, andere nutzen dazu auch die Luftraumüberwachung, das heißt, es wird eine visuelle Identifikationen der Diplomatic-Clearance-Flüge mit Militär-Luftfahrzeugen durchgeführt. Während einige Staaten visuelle Identifikationen ausschließlich bei Militärflugzeugen durchführen, führen andere Staaten visuelle Identifikationen bei jeglicher Art von Luftfahrzeugen mit Diplomatic Clearances durch. So ist beispielsweise die Schweizer Luftwaffe berechtigt, jederzeit ohne Rücksicht auf Typ, Nationalität etc. jedes Luftfahrzeug zu kontrollieren, welches sich im schweizerischen und liechtensteinischen Luftraum befindet. Die Anzahl durchgeführter Kontrollen pro Jahr der Schweize auf Diplomatic Clearance Flüge sind in der Auflistung unter der Rubrik „Live-Mission“ im Artikel Schweizer Luftwaffe ersichtlich. In den USA wird die Freigabe durch das Außenministerium erteilt.
Luftfahrzeuge mit einer Diplomatic Clearance sind meist von Abgaben für die Flugsicherung, Flughafengebühren und Treibstoffsteuern befreit und erhalten besondere Ausnahme-Bewilligungen im Bezug auf Lärm und Flughafenbetriebszeiten. Diplomatic-Clearance-Flüge mit der Bemerkung Head oder State werden von der Flugsicherung prioritär behandelt. Ist ein Staatsluftfahrzeug ohne Diplomatic Clearance oder mit einem fehlerhaften Flugplan, der nicht mit der Diplomatic Clearance übereinstimmt, unterwegs, kann ihm die Nutzung des nationalen Luftraumes verweigert werden.
Grundsätzlich enthält eine Diplomatic Clearance die folgenden Angaben: Diplomatic-Clearance-Nummer, ICAO-Typenbezeichnung mit Callsign, Luftfahrzeugkennzeichen sowie die Typen von allfälligen alternativen Luftfahrzeugen. Sodann werden das Datum des Fluges, die Start- und Landeorte (ICAO-Kürzel) mit den Start- und Landezeiten in UTC sowie der Grund für den Flug angegeben. Der Erteilerstaat kann weitere Angaben wie die Personalien der Crew und der Passagiere oder Art der Fracht verlangen.

### Handhabung und Typen
Es gibt verschiedene Diplomatic Clearances: Die Jahres-Clearance ermöglicht es dem Antragsstaat, jedes Jahr eine umfassende Liste von Luftfahrzeugen einzureichen, die dann im Folgejahr mit einer für diesen Staat definierten und immer gleichbleibenden Diplomatic-Clearance-Nummer eine unbeschränkte Anzahl von Überflügen machen kann. Die Block Clearance ermöglicht eine mehrfache Nutzung des Luftraumes und gegebenenfalls mehrere Starts und Landungen klar definierter Luftfahrzeuge in einem vorgegebenen Zeitraum, der von einem Tag bis zu mehreren Wochen dauern kann (zum Beispiel das Gebirgsflugtraining der CH-53-Helikopter des Hubschraubergeschwaders 64 der deutschen Bundeswehr in der Schweiz).
Die tägliche oder einmalige Diplomatic Clearance muss von der Botschaft im Vorfeld des Fluges beantragt werden, diese ist für Überflüge nötig, die nicht mit der Jahres-Clearance abgedeckt werden können, oder wenn Starts und/oder Landungen vorgesehen sind. Hierbei werden die Anzahl der Flüge und Starts/Landungen sowie die Zeiten definiert. Die Gültigkeit ist zeitlich begrenzt (in der Schweiz 72 h = vorgesehener Tag sowie ein Tag vorher und ein Tag nach dem geplanten Zeitpunkt). Jedoch ist diese Zeitbegrenzung je nach Ausstellerstaat unterschiedlich lang. Jeder Ausstellerstaat kann die Erteilung einer Diplomatic Clearance verweigern oder für gewisse Luftfahrzeugtypen generell keine Bewilligungen ausstellen. Die Schweiz erteilt zum Beispiel keine Bewilligungen für Bomber und Aufklärungsflugzeuge. Bewaffnete Luftfahrzeuge erhalten nur unter vorgängigem Beschluss des Gesamtbundesrates eine Bewilligung, Voraussetzung dafür ist, dass deren Mission durch eine UNO-Resolution legitimiert wurde. Während die Schweiz z. B. AWACS-Flugzeugen keine Bewilligung erteilt, bewilligt das ebenfalls neutrale Österreich AWACS-Flugzeugen den Transit durch den nationalen Luftraum.

## Trivia
Der unterschiedliche Umgang mit Diplomatic Clearances führte schon zu Irritationen zwischen verschiedenen Staaten.
Bei einem Flug einer zivil angemeldeten C-130 Hercules im Jahr 2003 war zunächst nicht klar, ob das Flugzeug im Staatsauftrag flog. Die USA entschuldigten sich auf Nachfrage Österreichs, da es sich um ein Flugzeug im Dienste der US-Regierung gehandelt habe.
Am 31. Mai 2011 kam es zu einem politischen Eklat, als der Iran einer deutschen Regierungsmaschine mit der Registrierung 16+01 (Konrad Adenauer) auf dem Weg nach Indien das Überflugrecht verweigerte. An Bord waren die Bundeskanzlerin Angela Merkel und eine Delegation. Die Maschine musste umkehren und zwei Stunden im türkischen Luftraum kreisen, bevor die Erlaubnis zum Weiterflug erteilt wurde. Der iranische Diplomat Ali Reza Sheikh Attar argumentierte, dass der Pilot ein falsches „Rufzeichen“ (Luftfahrzeugkennzeichen) angegeben habe. Diese Darstellung wurde unter Bezug auf eine korrekt übermittelte Diplomatic Clearance Number von der Bundesregierung zurückgewiesen.
Mehrere europäische Länder hatten dem bolivianischen Präsidenten Morales den Überflug im Jahr 2013 verweigert, weil Edward Snowden an Bord seines aus Moskau kommenden Flugzeuges vermutet worden war.
Nach zwei visuellen Kontrollen eines russischen Staatsluftfahrzeuges durch die Schweiz deponierte Russland im 2015 eine Protestnote, beim Vorfall ein Jahr später erklärte Moskau „Erstaunen“ und forderte eine Erklärung der Schweizer Regierung.
2015 verweigerte Russland einen Überflug eines Bundeswehr-Flugzeuges auf dem Weg nach Afghanistan.
Ende Juli 2020 musste ein Airbus A310 der Bundeswehr auf dem Weg nach Armenien umkehren, da die Türkei aufgrund des Ziels die Überflugrechte verweigerte.